# Палисејдс (Тексас)
Палисејдс (енгл. Palisades) град је у америчкој савезној држави Тексас.

## Демографија
По попису из 2010. године број становника је 325, што је 27 (-7,7%) становника мање него 2000. године.
| Група             | 2000.       | 2010.       |
| Белци             | 336 (95,5%) | 301 (92,6%) |
| Афроамериканци    | 0 (0,0%)    | 0 (0,0%)    |
| Азијати           | 0 (0,0%)    | 0 (0,0%)    |
| Хиспаноамериканци | 11 (3,1%)   | 20 (6,2%)   |
| Укупно            | 352         | 325         |